# The National
The National – amerykańska indierockowa grupa muzyczna, rezydująca na nowojorskim Brooklynie, założona w 1999 w Cincinnati.
Pierwsze swoje płyty opublikowali nakładem wydawnictwa Brassland, założonego w 2001 roku przez dwóch członków The National – Aarona i Bryce'a Dessnerów – oraz Aleca Hanleya Bemisa.
Po raz pierwszy w Polsce grupa wystąpiła w nocy z 8 na 9 sierpnia 2009 w Parku Słupna w Mysłowicach, w ramach Off Festival 2009.

## Skład grupy
The National tworzą:
- Matt Berninger – teksty, śpiew
- Aaron Dessner – gitary, gitara basowa, fortepian
- Bryce Dessner (brat bliźniak Aarona) – gitary
- Bryan Devendorf – instrumenty perkusyjne
- Scott Devendorf (brat Bryana) – gitary, gitara basowa.

Z zespołem często współpracuje Padma Newsome z grupy The Clogs (którą współtworzy wraz z Bryce'em Dessnerem), wspierając The National przy pomocy skrzypiec, instrumentów klawiszowych i innych.

## Dyskografia

### Albumy studyjne (długogrające)
- The National (wyd. Brassland Records, 30 października 2001)[2]
- Sad Songs for Dirty Lovers (wyd. Brassland Records, 2 września 2003)[3]
- Alligator (wyd. Beggars Banquet Records, 12 kwietnia 2005)[4]
- Boxer (wyd. Beggars Banquet Records, 22 maja 2007)[5]
- High Violet (wyd. 4AD, 10 maja 2010)[6]
- Trouble Will Find Me (wyd. 4AD, 20 maja 2013)[7]
- Sleep Well Beast (wyd. 4AD, 8 września 2017)[8]
- I Am Easy to Find (wyd. 4AD, 17 maja 2019)

### Minialbumy
- Cherry Tree EP (wyd. Brassland Records, 20 lipca 2004)
- The Virginia EP (wyd. Beggars Banquet Records, 20 maja 2008)

### Albumy koncertowe
- iTunes Festival: London 2010 (wyd. 4AD, 20 lipca 2010, w formie downloadu na iTunes)[9]
- Boxer – Live in Brussels (wyd. 4AD, 13 czerwca 2018 – płyta analogowa[10], 13 lipca 2018 – płyta CD[11])

### Single
Single promujące album Alligator
- „Abel” (Beggars Banquet Records, wiosna 2005)
- „Secret Meeting” (Beggars Banquet Records, lato 2005)
- „Lit Up” (Beggars Banquet Records, jesień 2005)

Single promujące album Boxer
- „Mistaken for Strangers” (Beggars Banquet Records, wiosna 2007)
- „Apartment Story” (Beggars Banquet Records, jesień 2007)
- „Fake Empire” (Beggars Banquet Records, lato 2008)

Single promujące album High Violet
- „Bloodbuzz Ohio” (4AD, wiosna 2010)
- „Anyone's Ghost” (4AD, digital download, lato 2010)
- „Terrible Love” (4AD, jesień 2010)
- „Conversation 16” (4AD, 25 października 2010)[12]
- „Think You Can Wait” (wiosna 2011)[13]

Single promujące album Trouble Will Find Me
- „Demons” (wiosna 2013)[14]
- „Don't Swallow the Cap” (wiosna 2013)[15]
- „Sea of Love” (wiosna 2013)[16]

Single promujące album Sleep Well Beast
- „The System Only Dreams in Total Darkness” (11 maja 2017)
- „Guilty Party” (28 czerwca 2017)
- „Carin at the Liquor Store” (8 sierpnia 2017)
- „Day I Die” (29 sierpnia 2017)

Single promujące album I Am Easy to Find
- „You Had Your Soul With You”
- „Light Years”
- „Hairpin Turns”
- „Rylan”
- „Hey Rosey”

### Wideografia
- A Skin, a Night (2008, reż. Vincent Moon)